# Lesothosaurus
Lesothosaurus (que significa "lagarto do Lesoto") foi uma espécie de dinossauro herbívoro e bípede que viveu durante o período Jurássico. Media cerca de 1 metro de comprimento e pesava em torno de 3,5 quilogramas.
O Lesothosaurus viveu na África, ou mais precisamente em Lesoto e África do Sul. Muitos cientistas aceitam a ideia de que os fósseis de Lesothosaurus sejam, na verdade, os mesmos do fabrossauro, descobertos 14 anos antes.

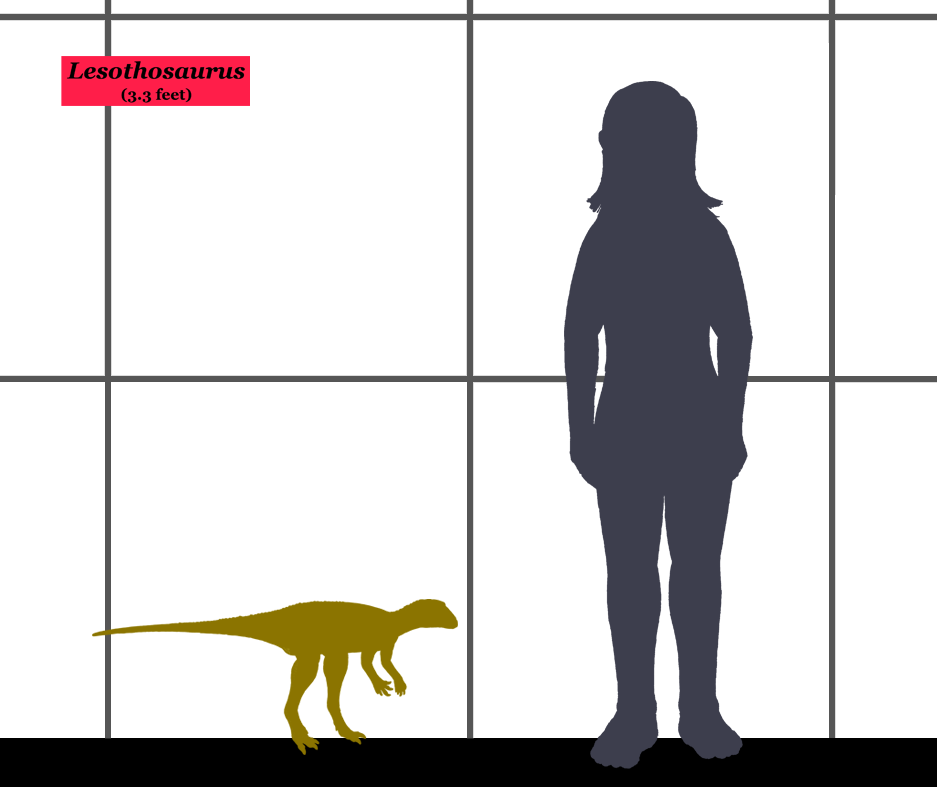
O tamanho do Lesothosaurus, comparado com o tamanho do humano